# Quinto Cecilio Metello Cretico
Quinto Cecilio Metello Cretico (latino: Quintus Caecilius Metellus Caprarius Creticus; 135 a.C. circa – 55 a.C.) è stato un politico romano attivo durante l'epoca della Repubblica romana, figlio di Gaio Cecilio Metello Caprario.

## Biografia
Ricoprì la carica di console nel 69 a.C., per poi essere inviato l'anno seguente a Creta, comandata dai delegati di Gneo Pompeo Magno. A Creta rimase fino al 66 a.C. e con le sue gesta si guadagnò un trionfo e il soprannome di Cretico.
Successivamente fu attivo in Apulia. Fece parte del consiglio pontificio.
Ebbe sicuramente un figlio, Lucio Cecilio Metello Cretico, e una figlia, Cecilia Metella Cretica, che sposò Marco Licinio Crasso il Giovane, figlio di Marco Licinio Crasso, che era legatus di Giulio Cesare; ebbe forse altri discendenti, attraverso i quali fu antenato di Quinto Cecilio Metello Cretico Silano.